# Otto Lohmuller
Pour les articles homonymes, voir Lohmuller.
Otto Lohmüller, dit Otolo, né en 1943 à Gengenbach (Allemagne), est un peintre figuratif, sculpteur et illustrateur de livres allemand.  
Son travail, controversé, présente généralement des images d'adolescents de sexe masculin, à la fois vêtus et nus, bien que dans son œuvre publiée, il y ait peu d'érotisme manifeste. Ses œuvres publiées sont répertoriées dans le catalogue de la Bibliothèque nationale allemande. 

## Biographie
Otto Lohmüller est né à Gengenbach en 1943, où il a grandi. En 1952, il rejoint les scouts. Ses intérêts artistiques à l'époque le portent vers les sculptures et les fresques de Michel-Ange ainsi que les œuvres grecques classiques mais également le travail d'illustration scout de Pierre Joubert. 
En 1960, il s'installe à Paris, où il continue à étudier l'art de manière indépendante. En 1961, il commence un apprentissage à Offenburg comme imprimeur, et s'intéresse à l'œuvre du Caravage. 
En 1965, il rencontre Ute Wissing, qu'il épousera quatre ans plus tard. Le couple vie à Munich, Offenburg, puis Gengenbach, où nait leur premier fils David en 1975. Leur second fils Adrian nait en 1977. Il commence alors à travailler la sculpture et à exposer son travail au public.  
À partir de 1982, il illustre des recueils de chansons, des publications de poèmes et des livres pour les scouts locaux. En 1984, il rejoint le Deutscher Verband für Freikörperkultur. Il a fondé la société d'édition Zeus Press pour éditer ses livres d'art.
Chef scout, il écrit et illustre les récits de voyage de sa troupe. En 1989, il rejoint le COPSE (Comité pour la Promotion du Scoutisme en Europe), devenant vice-président de l'organisation.

## Œuvre
Il travaille presque exclusivement avec la forme humaine, habituellement avec un fond minimal. Ses modèles sont majoritairement des Allemands issus de sa famille et de ses organisations. Il travaille également avec des sujets qu'il rencontre lors de ses voyages en Inde ou en Asie du Sud, et avec des personnalités publiques. Tout en restant un artiste figuratif, certains de ses ouvrages contiennent des commentaires politiques ou sociétaux, et il se livre parfois à des œuvres humoristiques et à la fantaisie.
Ses œuvres, dessins et peintures, se trouvent souvent à la frontière de la photographie, mais ne sont pas assujettis à la réalité.

## Publications
- Bildnisse und Akte 1972–1977, Zeus Press, 1978
- Ich sag ja / I say yes / Je dis oui. Porträt und Aktzeichnungen von Jungen, Zeus Press, 1985
- Species Knabe : Aktskizzen, Zeus Press, 1986, 96 pages
- Kalos : Gemälde, Zeus Press, 1987
- Kalos II
- Faces, 1990
- Der Junge und die Tempelritter, Spurbuchverlag, 1995, 182 pages
- Tempelritter auf der Flucht, Spurbuchverlag, 2004, 184 pages
- Tempelritter auf Fahrt, BOD, 2015, 192 pages - traduit en anglais sous le titre Templars on Trek, BOD, 2021, 192 pages